# Richard Martin Stern
Richard Martin Stern (* 17. März 1915 in Fresno, Kalifornien; † 31. Oktober 2001 in Santa Fe, New Mexico) war ein US-amerikanischer Schriftsteller. 1959 wurde er für seinen Roman The Bright Road to Fear (deutscher Titel: Kein Weg zurück) mit dem Edgar Allan Poe Award für den besten Erstlingsroman ausgezeichnet. Sein Roman The Tower (1973) diente als eine von zwei literarischen Vorlagen für den Katastrophenthriller Flammendes Inferno (1974).
Stern hat sehr viel geschrieben. Alleine in deutscher Sprache wurden 55 Romane veröffentlicht.

## Werke

### Johnny Ortiz Mysteries
- Murder in the Walls (1971)
- You Don't Need an Enemy (1972)
- Death in the Snow (1973)
- Tangled Murders (1989)
- Missing Man (1990)
- Interloper (1990)

### Weitere Romane
- The Bright Road to Fear (1958)
- Suspense: Four Short Novels (1959)
- The Search for Tabitha Carr (1960)
- These Unlikely Deeds (1961)
- High Hazard (1962)
- Cry Havoc (1963)
- Right Hand Opposite (1964)
- I Hide, We Seek (1965)
- The Kessler Legacy (1967)
- Merry Go Round (1969)
- Brood of Eagles (1969)
- Manuscript for Murder (1970)
- Sturm ist ihre Ernte Stanfield Harvest (1972)
- The Tower (1973) (diente als Vorlage zum Film Flammendes Inferno)
- Power (1974)
- Snowbound Six (1977)
- Flood (1979)
- The Big Bridge (1982)
- Wildfire (1985)

| Personendaten    | Personendaten                    |
| ---------------- | -------------------------------- |
| NAME             | Stern, Richard Martin            |
| KURZBESCHREIBUNG | US-amerikanischer Schriftsteller |
| GEBURTSDATUM     | 17. März 1915                    |
| GEBURTSORT       | Fresno, Kalifornien, USA         |
| STERBEDATUM      | 31. Oktober 2001                 |
| STERBEORT        | Santa Fe, New Mexico, USA        |